# Synechocryptus persicator
Synechocryptus persicator är en stekelart som beskrevs av Aubert 1986. Synechocryptus persicator ingår i släktet Synechocryptus och familjen brokparasitsteklar. Inga underarter finns listade i Catalogue of Life.